# 3568 ASCII
3568 ASCII је астероид главног астероидног појаса чија средња удаљеност од Сунца износи 3,141 астрономских јединица (АЈ).
Апсолутна магнитуда астероида је 12,1.